# 山手幹線 (兵庫県)

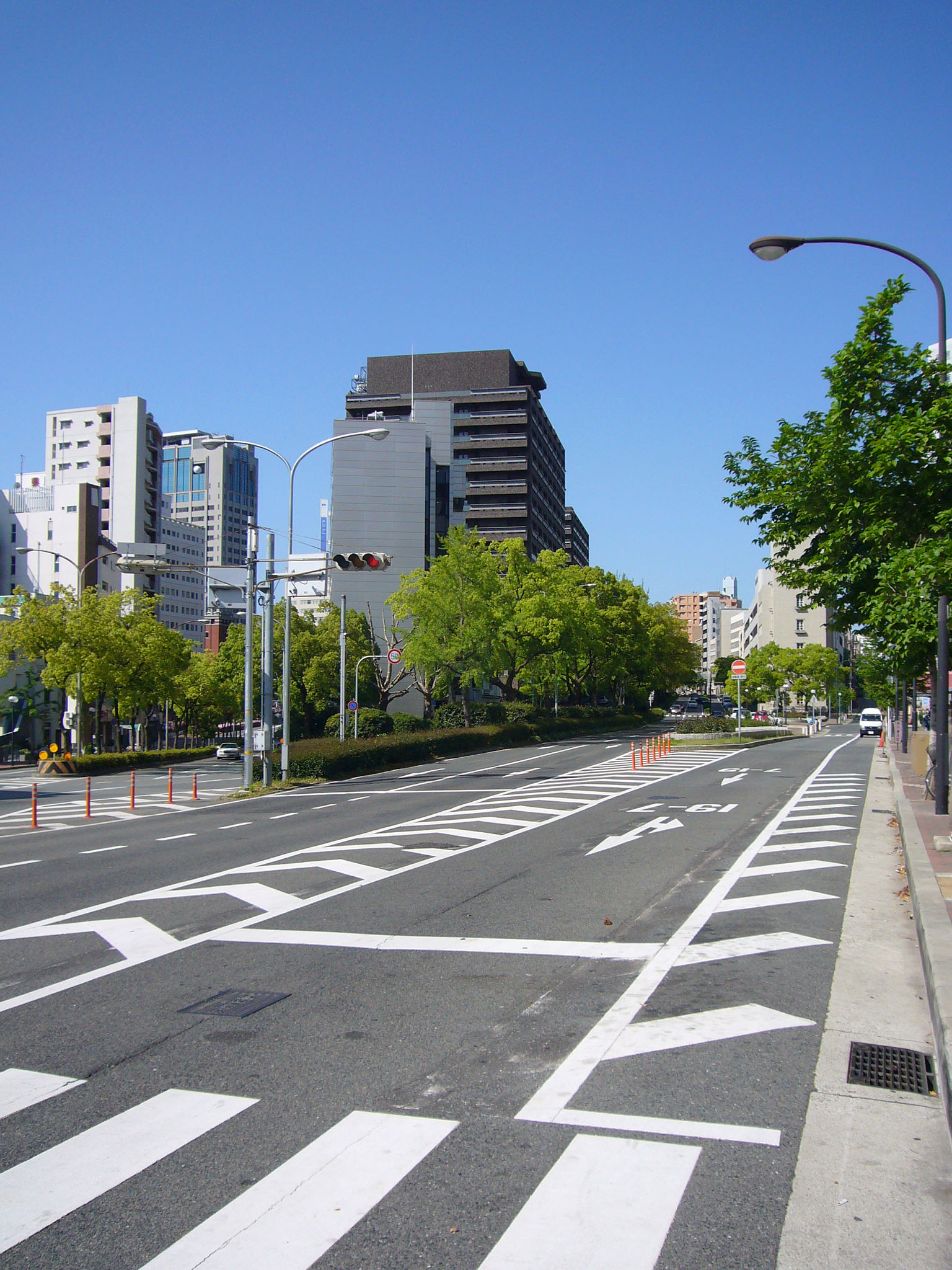
山手幹線
（兵庫県神戸市中央区中山手通）

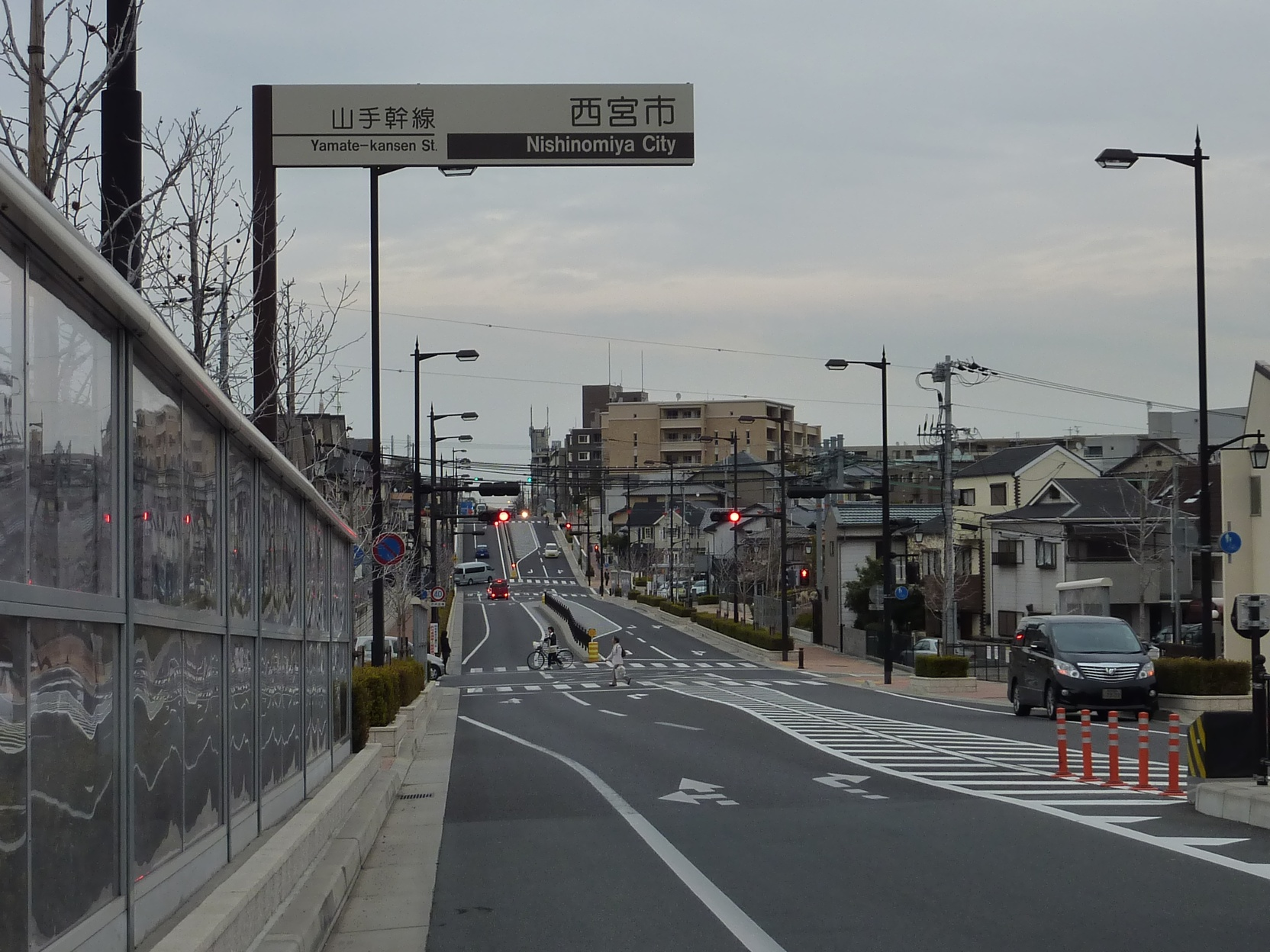
兵庫県西宮市・芦屋市境

山手幹線（やまてかんせん）は、兵庫県尼崎市戸ノ内町から兵庫県神戸市長田区まで阪神間を東西に結ぶ総延長29.5kmの幹線道路である。都市計画道路であり、大部分の区間が4車線である。都市計画道路名称は、阪神間都市計画道路3・3・181号（芦屋市区間は3・3・130号）山手幹線、神戸国際港都建設計画道路3・3・13号山手幹線。尼崎市の一部が兵庫県道338号高田久々知線及び大阪府道・兵庫県道41号大阪伊丹線・兵庫県道13号尼崎池田線であるほかは、それぞれ尼崎市、西宮市、芦屋市、神戸市の市道である。
2010年10月24日に全線開通した。

## 概要
- 起点：兵庫県尼崎市戸ノ内町一丁目（大阪府境=兵庫県道338号高田久々知線上）
- 終点：兵庫県神戸市長田区四番町七丁目（長田交差点=国道28号・兵庫県道21号神戸明石線上）
- 総延長：約29.5km

芦屋市内にある芦屋川隧道は水底トンネルに該当し、危険物積載車両の通行が禁止されている。
このうち、神戸市道「長田楠日尾線」の布引-阪急王子公園駅前交差点間（「原田線」の愛称のある区間）も「山幹（やまかん）」「山手幹線」と言われることがあるが、実際の山手幹線はこの線ではなく、阪急神戸線のすぐ北側の割塚通・国香通・二宮橋を走る線が山手幹線である。
兵庫県警のHPの交番案内でも、阪急神戸線北側の割塚通・国香通・二宮橋を走る線が山手幹線と記載されている。兵庫県警察などのHPで案内されている以上、「原田線」を「山手幹線」と呼ぶのは間違いである。
また、神戸市道路公社のHPにも、国体道路の南側の二宮橋の筋が山手幹線と記載されている。「原田通」には「長田楠日尾線」と記載されている。
道路標識は、神戸市〜芦屋市〜西宮市では「山手幹線」だが、尼崎市でのみ「山幹通り」と表記されている。
神戸市灘区王子公園から神戸市東灘区本山北町付近までケヤキが植えられている。
なお、起点では、山手幹線と同一線上に、起点の200m手前まで、国道176号の日出町交差点より幹線道路（大阪府道152号庄本牛立線）が伸びているが、双方の往来には住宅地内の2車線の道路を迂回路状に通行する必要があり、幹線道路としては事実上、双方の往来はできない。このように起点側の府県境の大阪府側では接続道路が未整備の状況である。大阪府側の接続道路としては都市計画道路三国塚口線と接続する計画があるが、阪急電鉄神戸線との立体交差計画や地元の合意形成、財政問題など多くの課題があり、当該区間は未事業化の状態である。

また、神戸市内で長田楠日尾線と合流する下山手通6丁目交差点から長田神社南交差点までの区間は、神戸市営地下鉄西神・山手線が直下を走っている。
京都府南部や滋賀県南部にも「山手幹線」と称する道路がある。同じ近畿地方にあるこれらと区別する必要があるときは阪神間山手幹線という呼称も使われる。

## 阪神・淡路大震災後の山手幹線の整備
1946年（昭和21年）、戦災復興事業として都市計画決定されていた山手幹線であるが、長年芦屋市、西宮市及び尼崎市の一部が未開通のままであり阪神・淡路大震災（兵庫県南部地震）発生当時、比較的被害の少なかった地域を東西に貫くこの道路が全通していなかったことが防災上の問題の1つとしてクローズアップされたため、震災後工事が進み、下記の通り整備が加速した。
なお、1936年（昭和11年）にはすでに「山手縦貫大道路開設」の計画が県土木当局においてなされており、阪神上水道市町村組合（現・阪神水道企業団）の淀川から神戸市内に送水する水道である阪神水道工事とあわせ山手幹線を開通させる計画があり、阪神国道の交通量の緩和と阪神沿線山手方面の発展に寄与するものとして戦前から計画されていた幹線でもある。
- 1999年（平成11年）9月1日：西宮市内の分銅町工区の国道171号（城ヶ堀交差点）から兵庫県道82号大沢西宮線（寿町交差点）の区間が開通。
- 2002年（平成14年）5月31日：尼崎市－西宮市間を結ぶ山手大橋の架橋及び西宮市の松並町工区が開通。
- 2003年（平成15年）7月1日：西宮市内の寿町工区・兵庫県道82号大沢西宮線（寿町交差点）から夙川さくら道の区間が開通。尼崎市－西宮市霞町（大浜老松線）までがつながる。
- 2004年（平成16年）11月11日：芦屋市内の大原工区・JR芦屋駅北地区－宮川線の間が開通。
- 2005年（平成17年）3月24日：芦屋市内の西工区の一部・船戸町、松ノ内町区間が開通。宮川線から兵庫県道344号奥山精道線までがつながる。
- 2007年（平成19年）4月24日：芦屋市内の西工区の一部・西芦屋町、三条南町区間が開通。神戸市－芦屋市の川西線までがつながる。
- 2008年（平成20年）3月29日：西宮市内の大谷工区－芦屋市内の東工区が開通し、尼崎市－西宮市－芦屋市の兵庫県道344号奥山精道線までの区間がつながる。

2010年（平成22年）10月24日、芦屋市松ノ内町〜芦屋市西芦屋町（芦屋川横断工区（芦屋川の下を潜る地下トンネル）が開通し、全線開通となった。これを記念して、車両通行開始2週間前の10月10日、尼崎市戸ノ内から神戸市長田区までの全長30kmを歩く「山手幹線全線開通記念ウォーク」が開催された。
また、震災後の道路改良事業では、2004年（平成16年）5月に本山中学校の東端から本山北町2丁目の拡幅事業が完成し、現在西宮市内では、阪急西宮ガーデンズのオープンに伴う交通量増加に対応するため、2008年（平成20年）10月まで両度町南、高松町南、中島町の各交差点で改良工事を実施した。
阪神間を結ぶ主要道路は他に阪神高速3号神戸線・国道2号・国道43号があるが、どれもが慢性的な渋滞区間がある為、今後は阪神間を結ぶ新たな主要道路として期待されている。尼崎市内は名神高速道路にほぼ並行し、尼崎IC取り付け道路にも接続する。

## 通過自治体
- 兵庫県
  - 尼崎市 - 西宮市 - 芦屋市 - 神戸市（東灘区、灘区、中央区、兵庫区、長田区）

## 交通量
- 21,343台（平日24時間、神戸市中央区国香通5丁目）[1]

## 沿線施設
- コストコホールセール尼崎倉庫店（尼崎市）
- イオン尼崎店（旧カルフール尼崎）（尼崎市）
- 阪急西宮ガーデンズ（西宮市）
- 夙川公園（西宮市）
- 阿保親王塚古墳（芦屋市）
- 神戸市立王子動物園（神戸市灘区）
- 横尾忠則現代美術館（神戸市灘区）
- 相楽園（神戸市中央区）
- 湊川神社（神戸市中央区）
- 湊川公園（神戸市兵庫区）
- 長田神社（神戸市長田区）

## 接続道路
- 大阪府道152号庄本牛立線（間接接続）
- 大阪府道・兵庫県道41号大阪伊丹線（尼崎市・下坂部北交差点及び次屋交差点）
- 兵庫県道13号尼崎池田線（玉江橋線、産業道路）（尼崎市・久々知交差点）

（この間に名神高速道路尼崎インターチェンジがある）
- 兵庫県道142号米谷昆陽尼崎線（五合橋線）（尼崎市・錦橋交差点）
- 七松線（尼崎市・立花交差点）
- 道意線（尼崎市・桂木交差点）
- 兵庫県道42号尼崎宝塚線（尼宝線）（尼崎市・南武庫之荘7交差点）
- 兵庫県道114号西宮宝塚線（武庫川沿い）（西宮市・甲子園口北町交差点）
- 中津浜線（西宮市・大屋町交差点）
- 北口線（西宮市・高松町南交差点）
- 兵庫県道・大阪府道606号西宮豊中線（今津西線）（西宮市・両度町南交差点）
- 市役所前線（西宮市・中前田町南交差点）
- 国道171号（西宮市・城ヶ堀町北交差点）
- 兵庫県道82号大沢西宮線（西宮市・寿町北交差点）
- 宮川線（宮川けやき通り）（芦屋市・親王塚橋交差点）
- 兵庫県道344号奥山精道線（芦屋市・松ノ内町西交差点）
- 川西線（芦屋市・西芦屋町交差点）
- 兵庫県道95号灘三田線（神戸市灘区・弓木町4交差点）
- 神戸市主要地方道神戸六甲線（神戸市灘区・弓木町4交差点・六甲口交差点）
- 神戸市主要地方道長田楠日尾線（原田線）（神戸市灘区・阪急王子公園駅前交差点）
- 兵庫県道30号新神戸停車場線（フラワーロード）（神戸市中央区・加納町3丁目交差点）
- 国道428号（神戸市中央区・楠町6交差点）
- 国道28号（神戸市長田区・長田交差点）
- 兵庫県道21号神戸明石線（神戸市長田区・長田交差点）

## 通過する路線バス
- 神戸市バス
- 神姫バス（旧神戸交通振興路線）
- 阪急バス
- 阪神バス（旧尼崎市交通局の路線を含む。沿線に同交通局から引き継いだ塚口営業所がある）
- みなと観光バス (神戸市)